# Seznam fotoaparátů na ISS

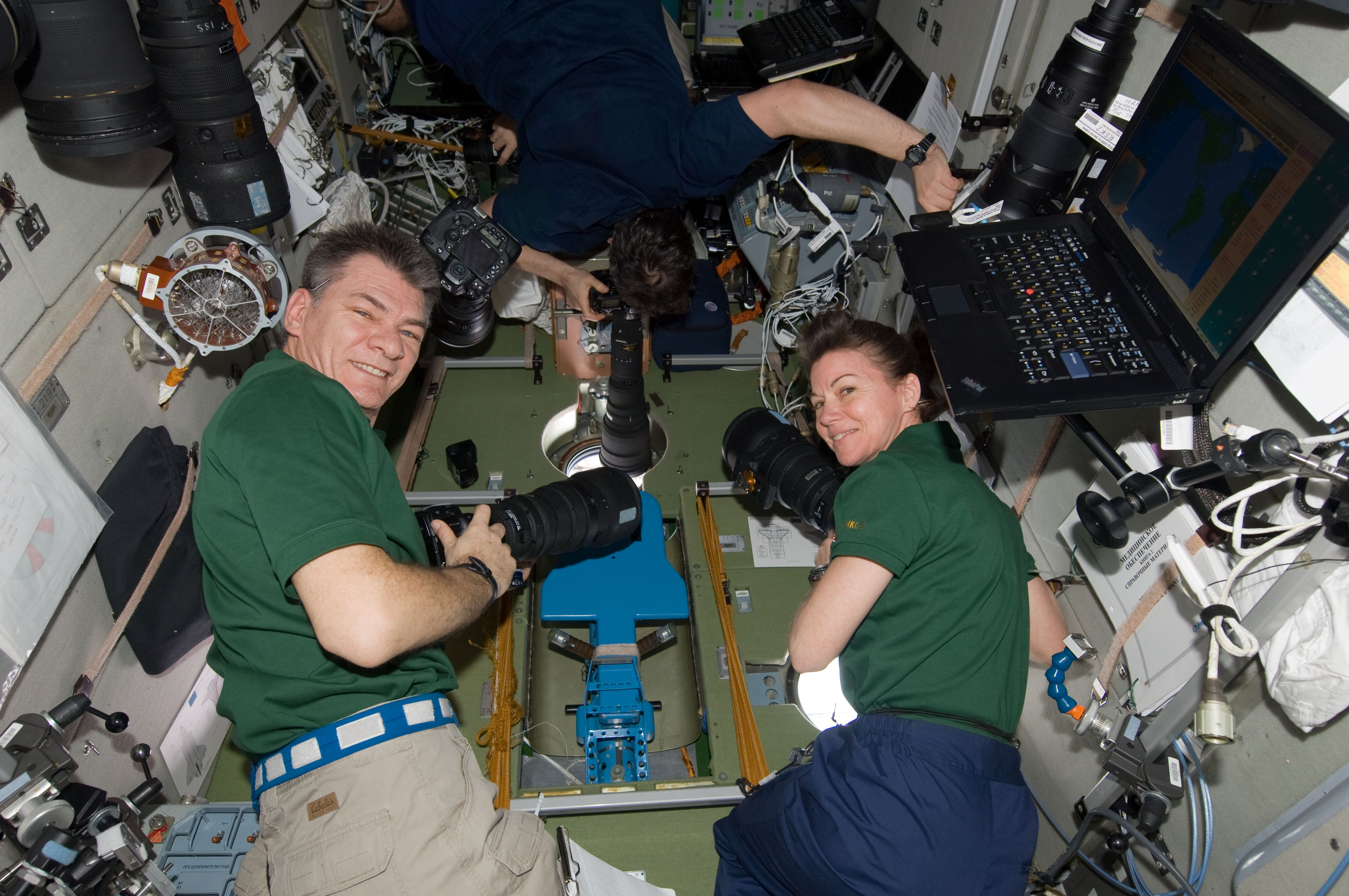
Astronauti Catherine Coleman a Paolo Nespoli při fotografování z okénka modulu Zvezda, během rendezvous s lodí Discovery (STS-133), expedice 26, vlevo nahoře jsou vidět zavěšené výměnné objektivy

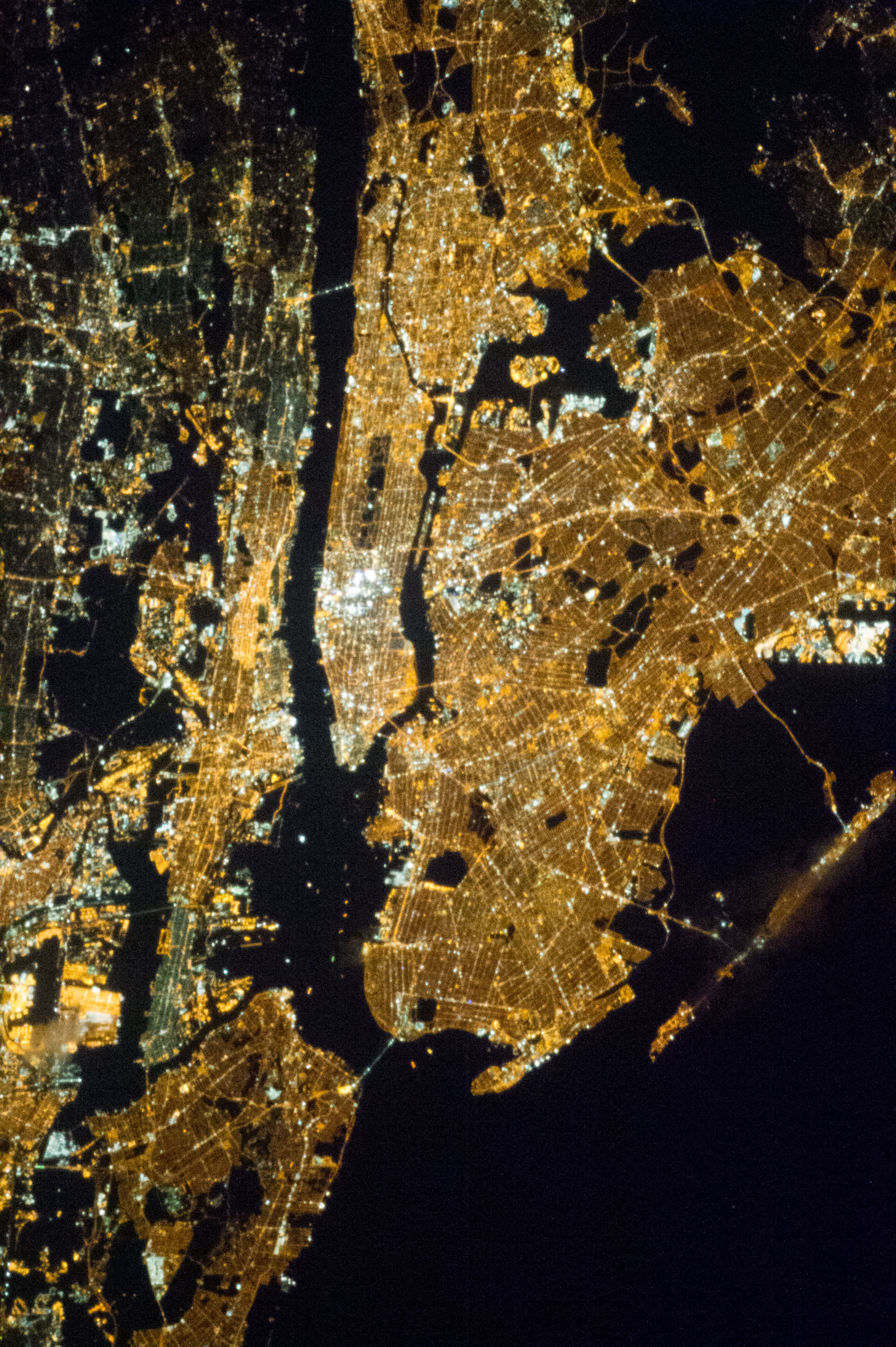
Noční fotografie New Yorku pořízená 23. března 2013 z paluby Mezinárodní vesmírné stanice jedním z kosmonautů Expedice 35 a fotoaparátem Nikon D3S, s ohniskem 400 mm, clonou f3,2 a citlivostí nastavenou na ISO 51200. Na fotografii je sever vlevo, takže Manhattan je orientován vodorovně od středu snímku doleva.

Seznam fotoaparátů na ISS je výčet fotografického vybavení používaného na Mezinárodní vesmírné stanici ISS.
- Kodak 760C (např. Kodak DCS 760)[1][2]
- Nikon D1[3]
- Nikon D2XS[4][5]
- Nikon D200
- Nikon D3[6]
- Nikon D3X
- Nikon D3S[7]
- Nikon D4
- Nikon D800E
- Nikon D5
- Sony α7SII

## Využití
Fotoaparáty se používají k záběrům z interiéru stanice a také se s nimi fotografují pohledy ven. Záběry slouží jak pro dokumentaci, tak i pro vědecké účely.

## Galerie

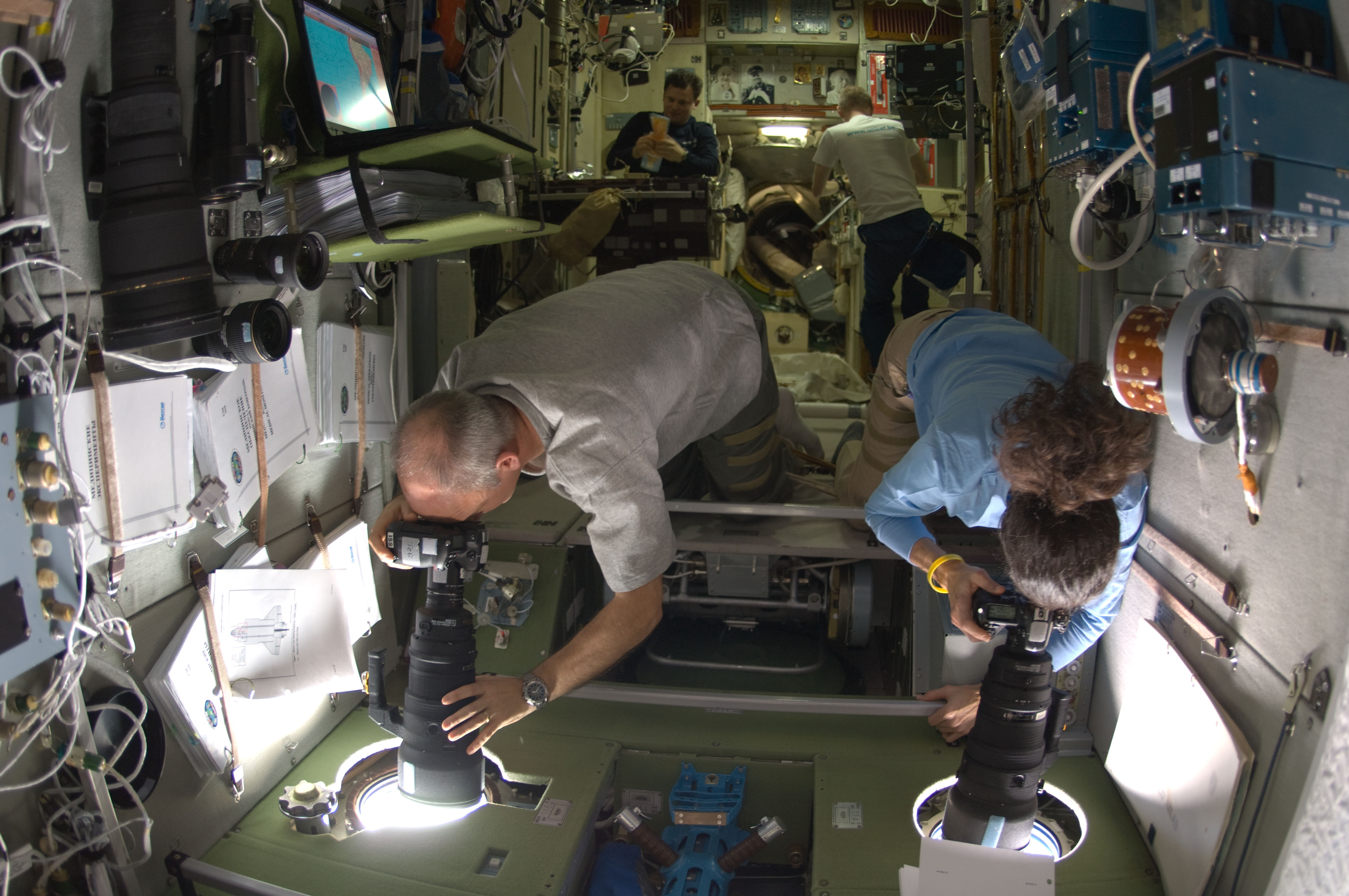
Astronauti NASA Jeffrey Williams a Nicole Stott z expedice 21 fotografují z okénka modulu Zvezda během přibližování lodi Atlantis, vlevo nahoře jsou vidět zavěšené další výměnné objektivy
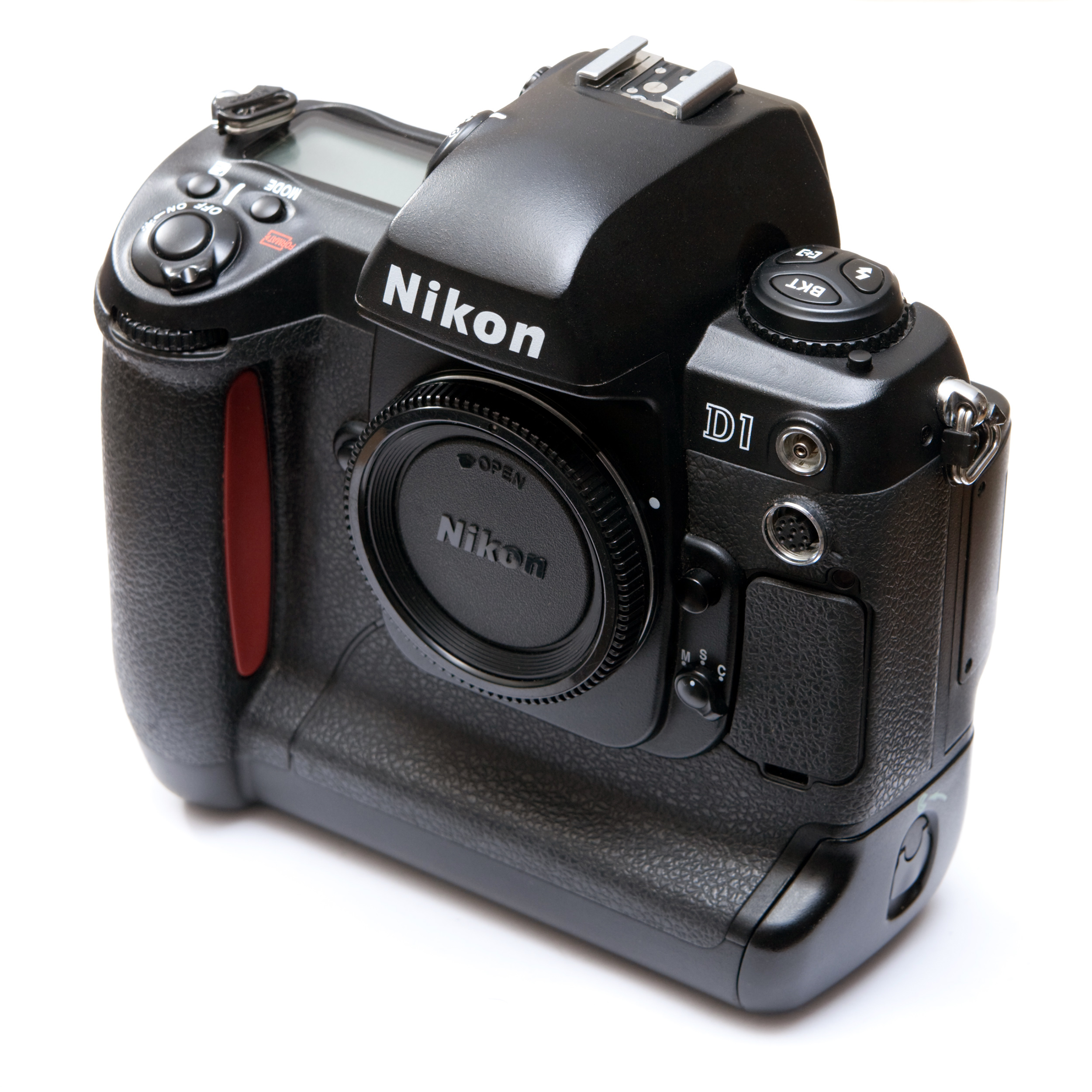
Nikon D1
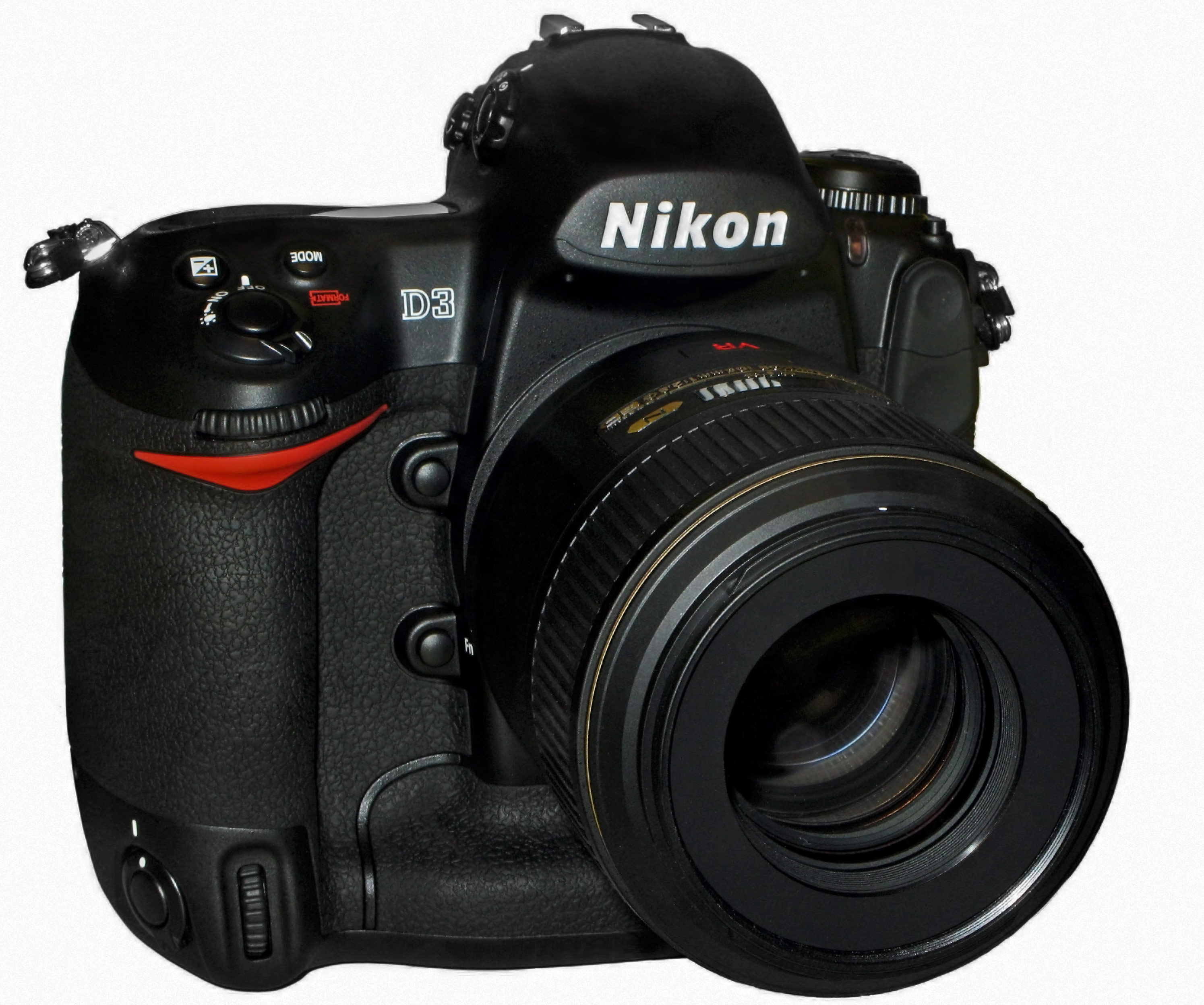
Nikon D3
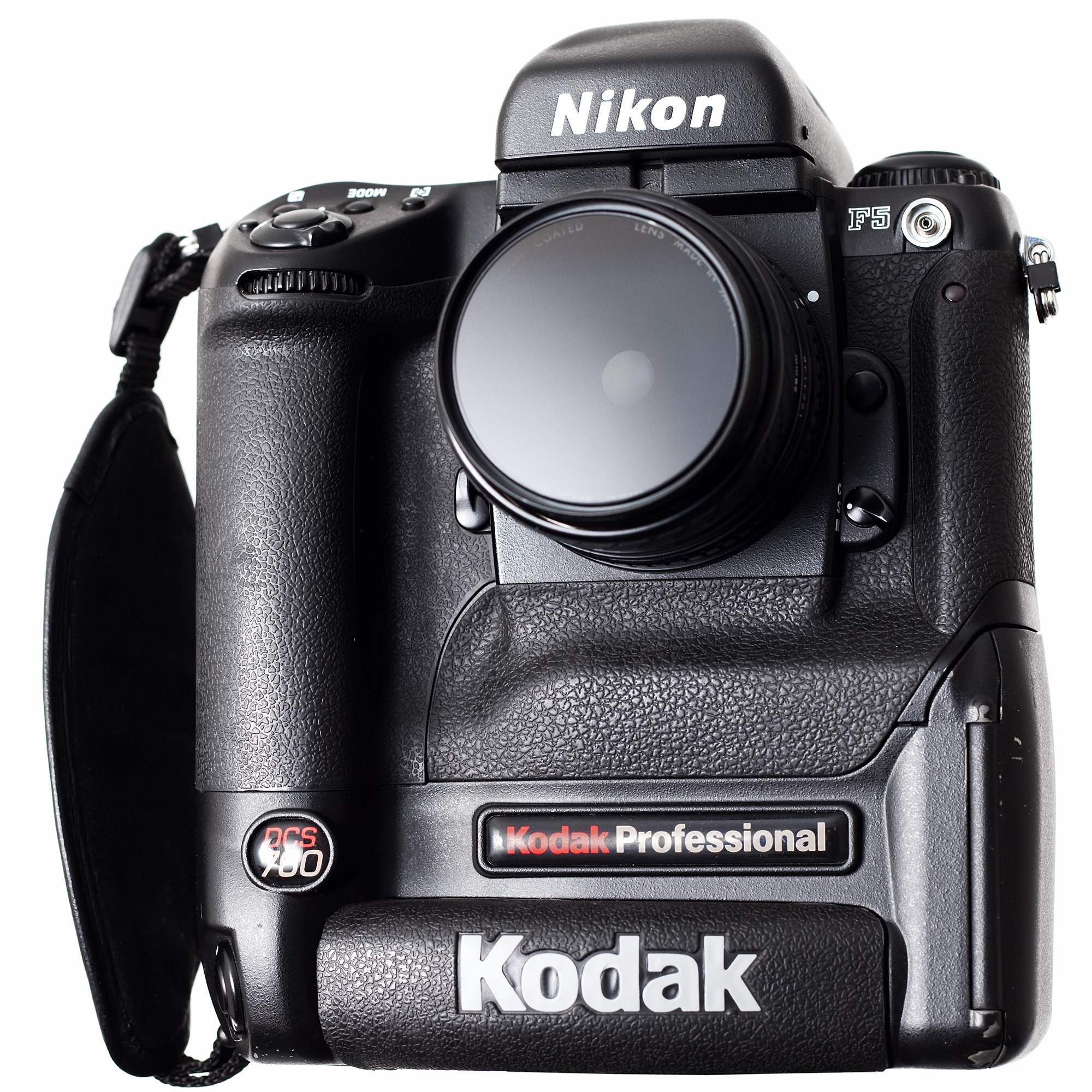
Kodak DCS 760, 6 megapixelová digitální zrcadlovka na Nikonu F5

## Pořízené snímky

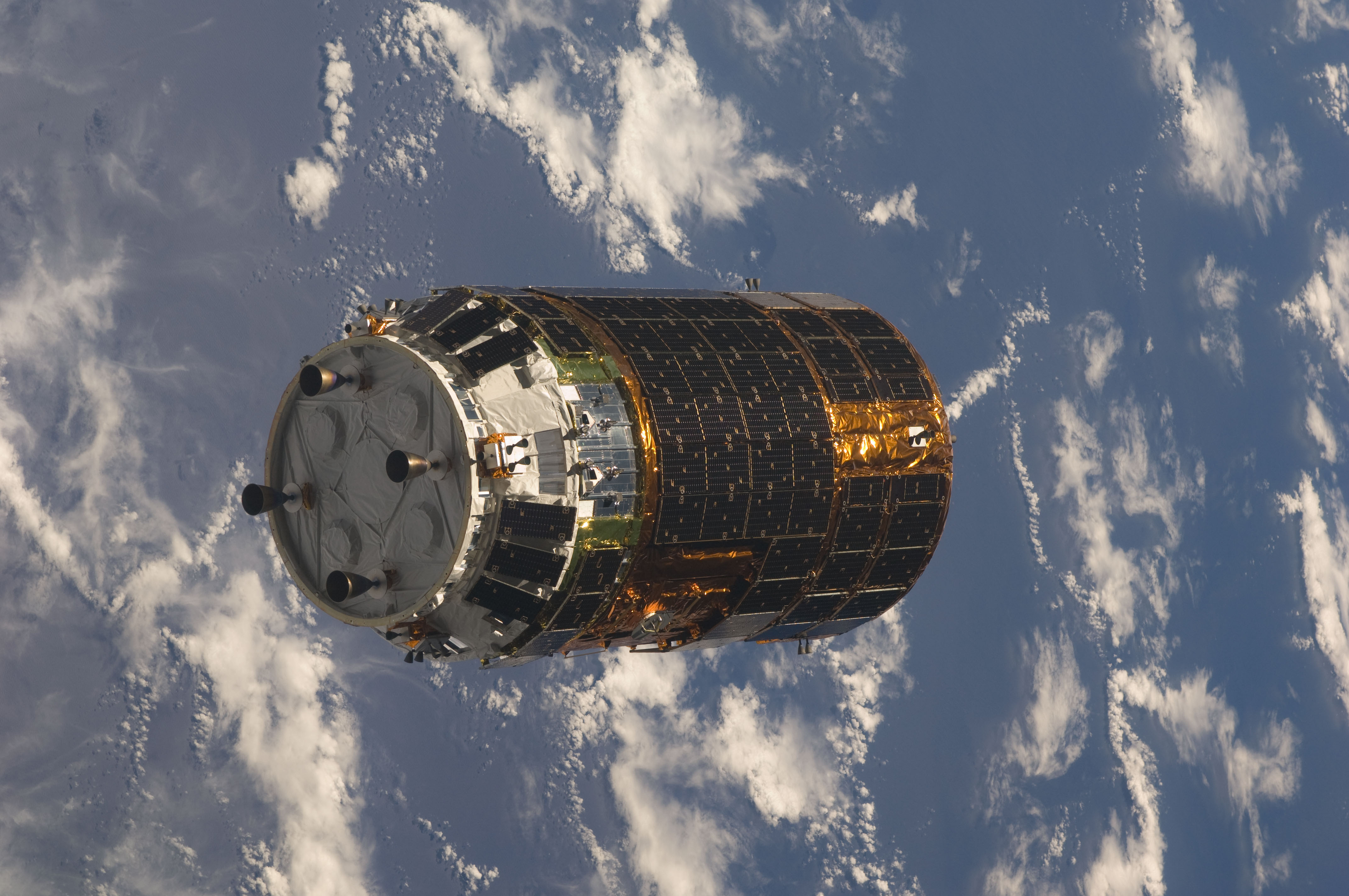
Přiblížení modulu HTV-1 k ISS, fotoaparát: NIKON D2Xs
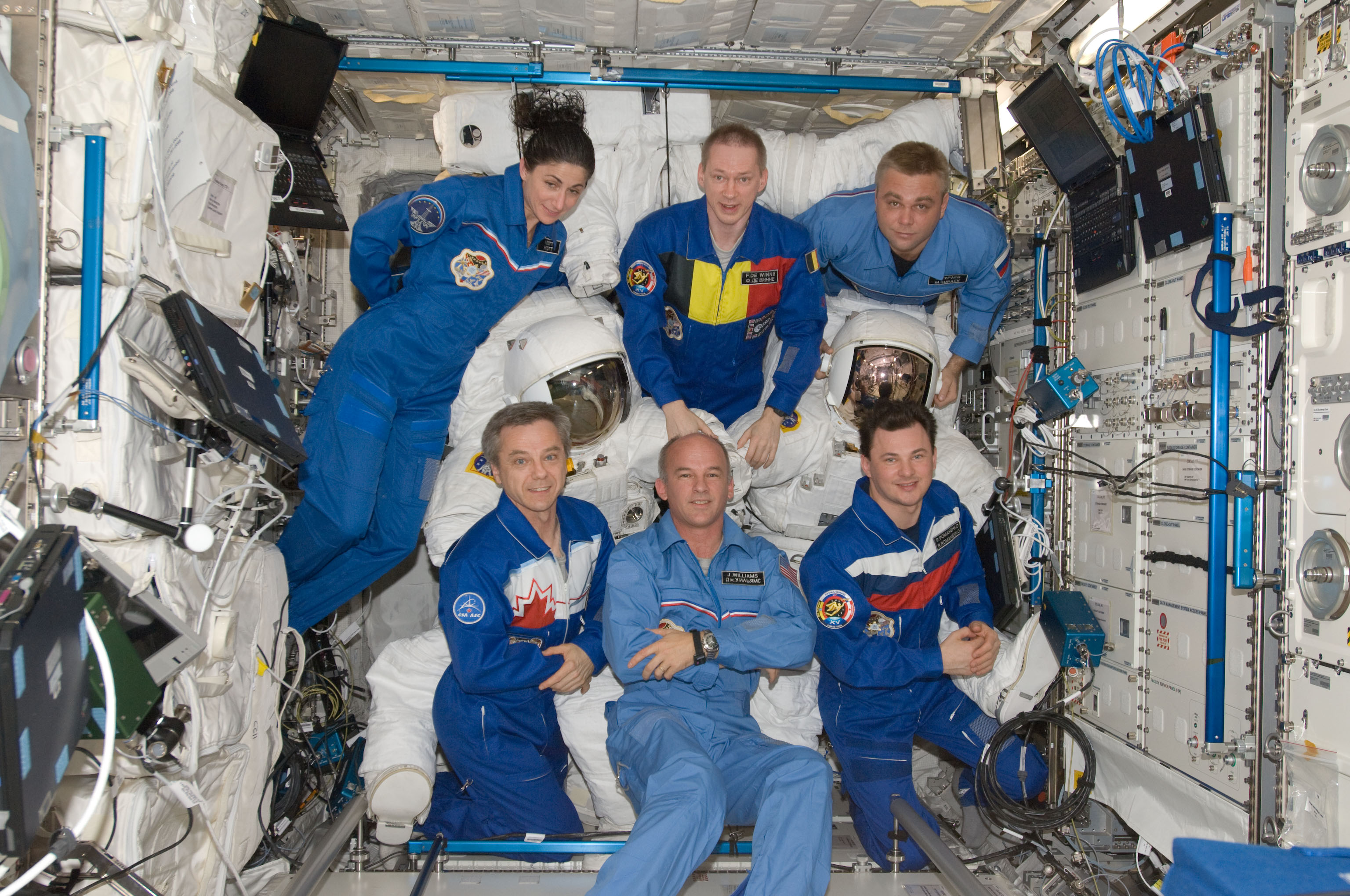
Posádka expedice 21, fotoaparát: Nikon D2Xs
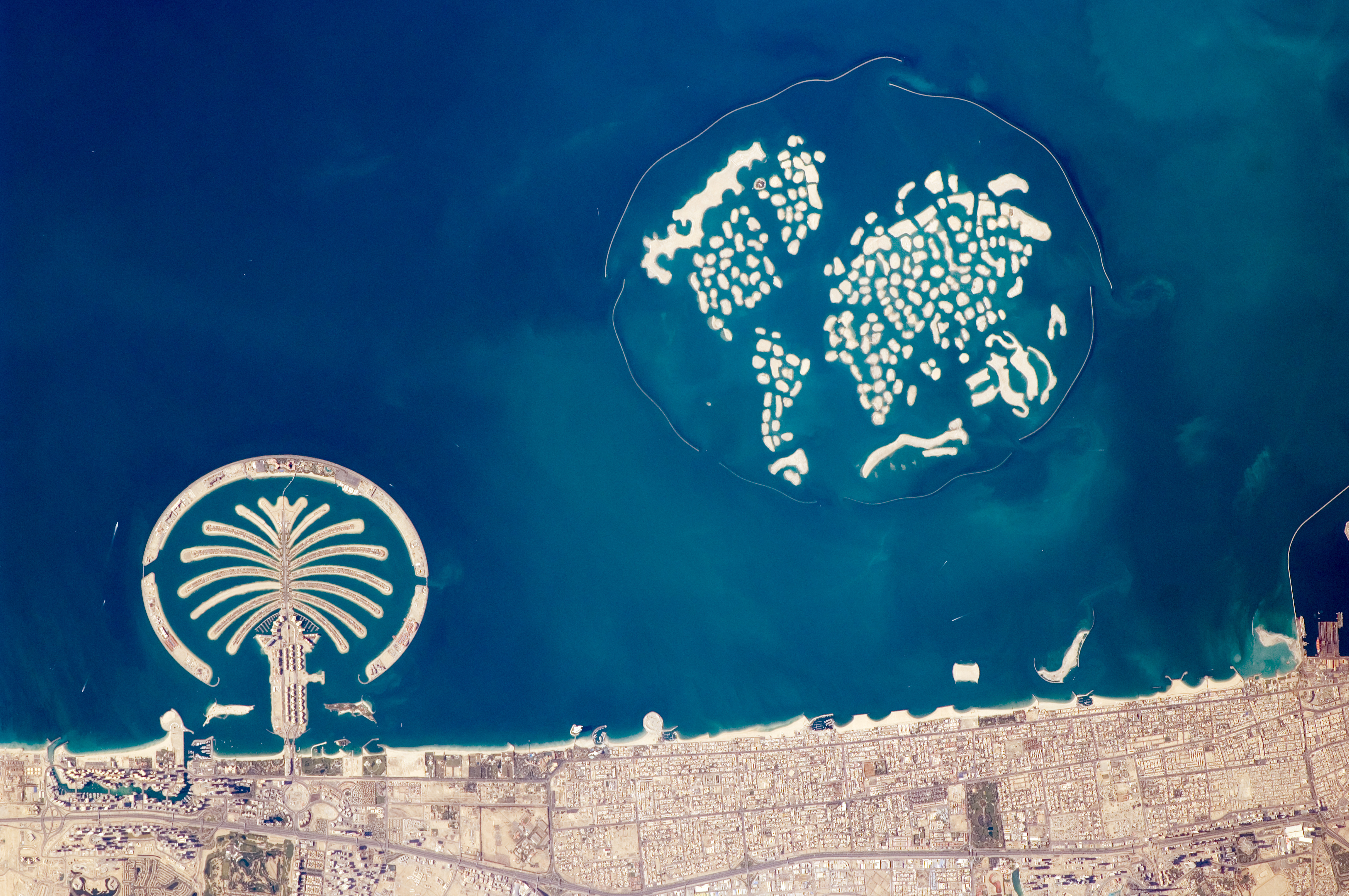
Souostroví The World, Dubaj, fotoaparát: Nikon D2Xs
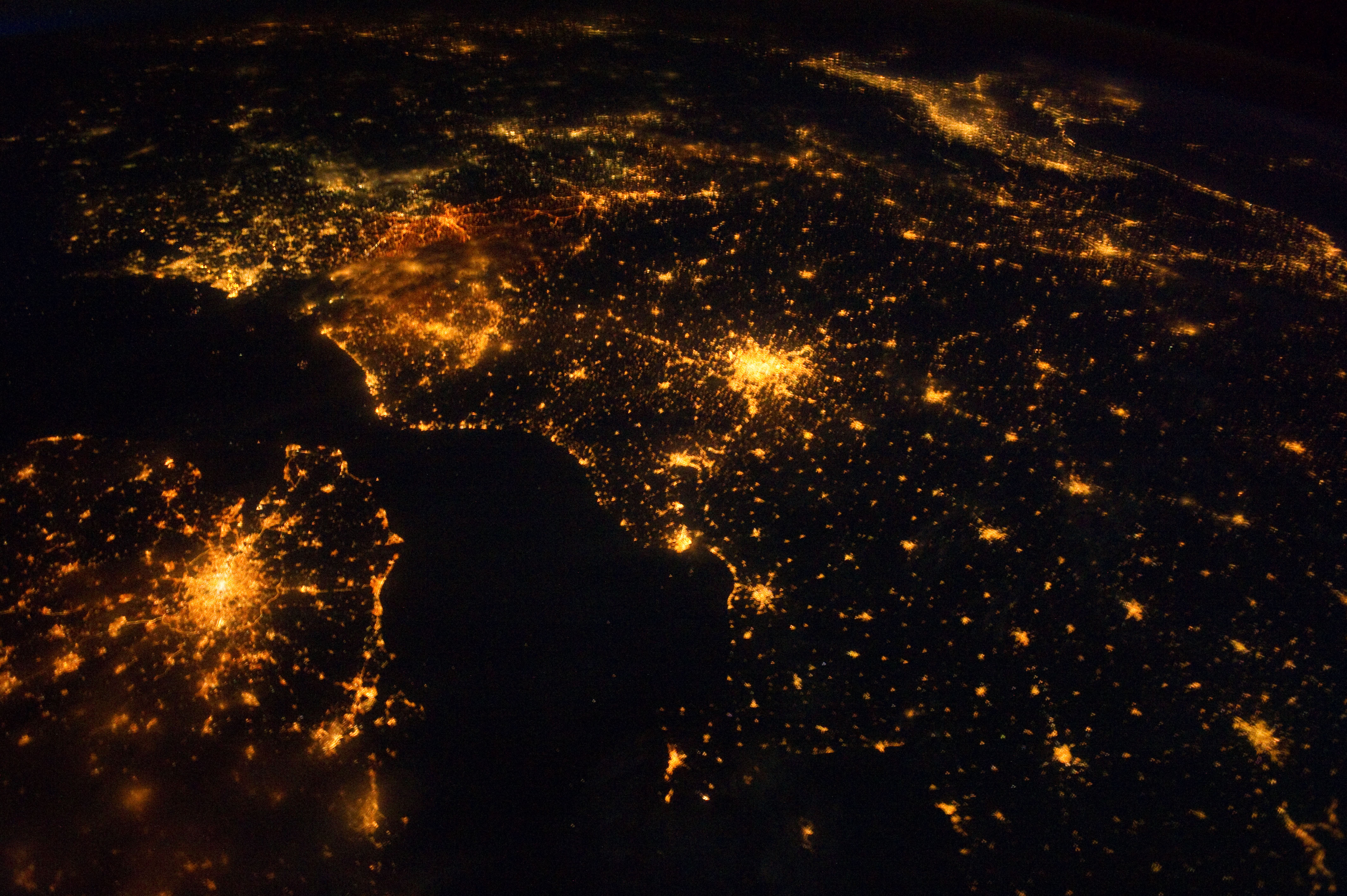
Noční snímek severozápadní Evropy, fotoaparát: Nikon D3S